# Hans Otto

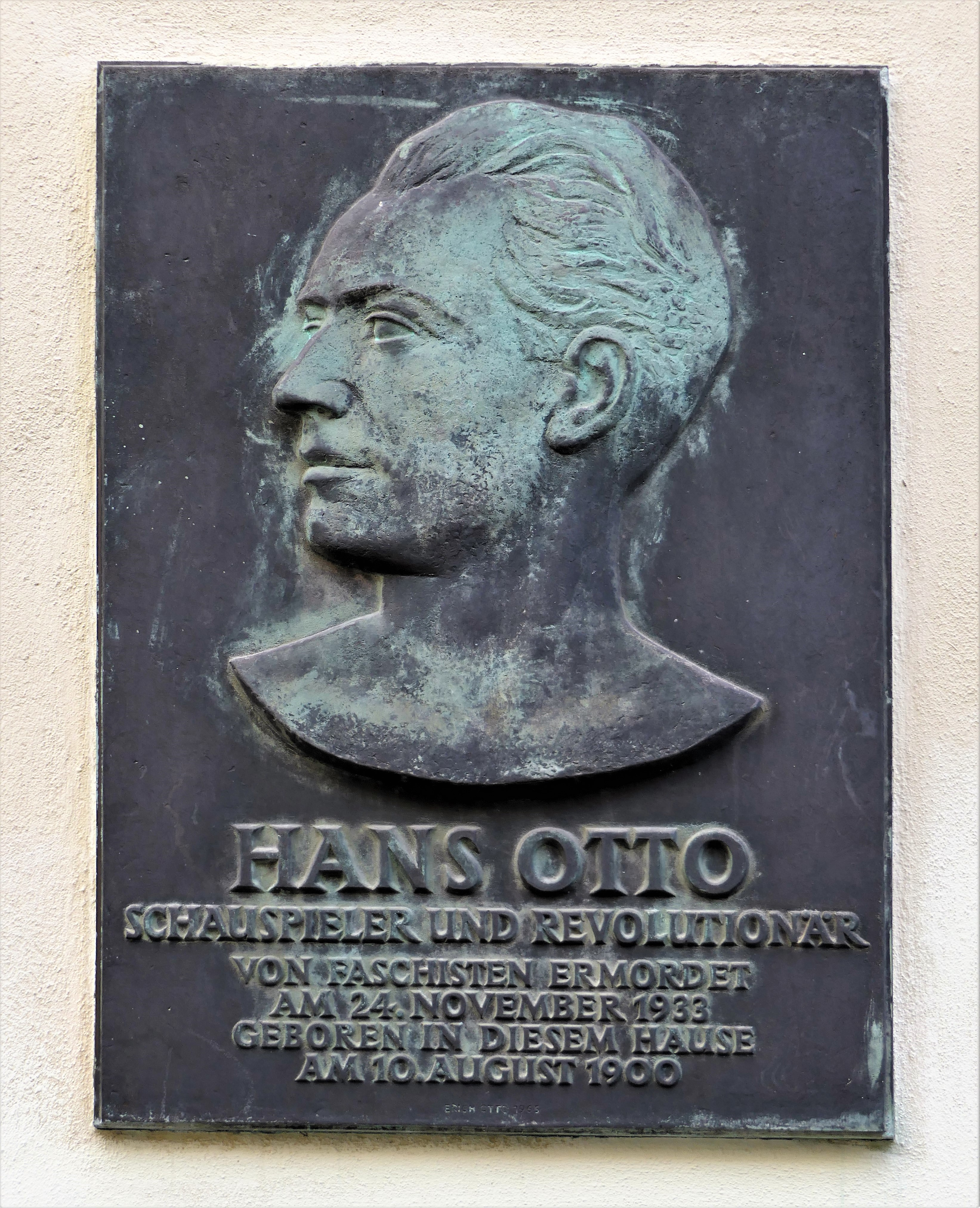
Gedenktafel für Hans Otto an seinem Geburtshaus, Frühlingstraße 12 in Dresden

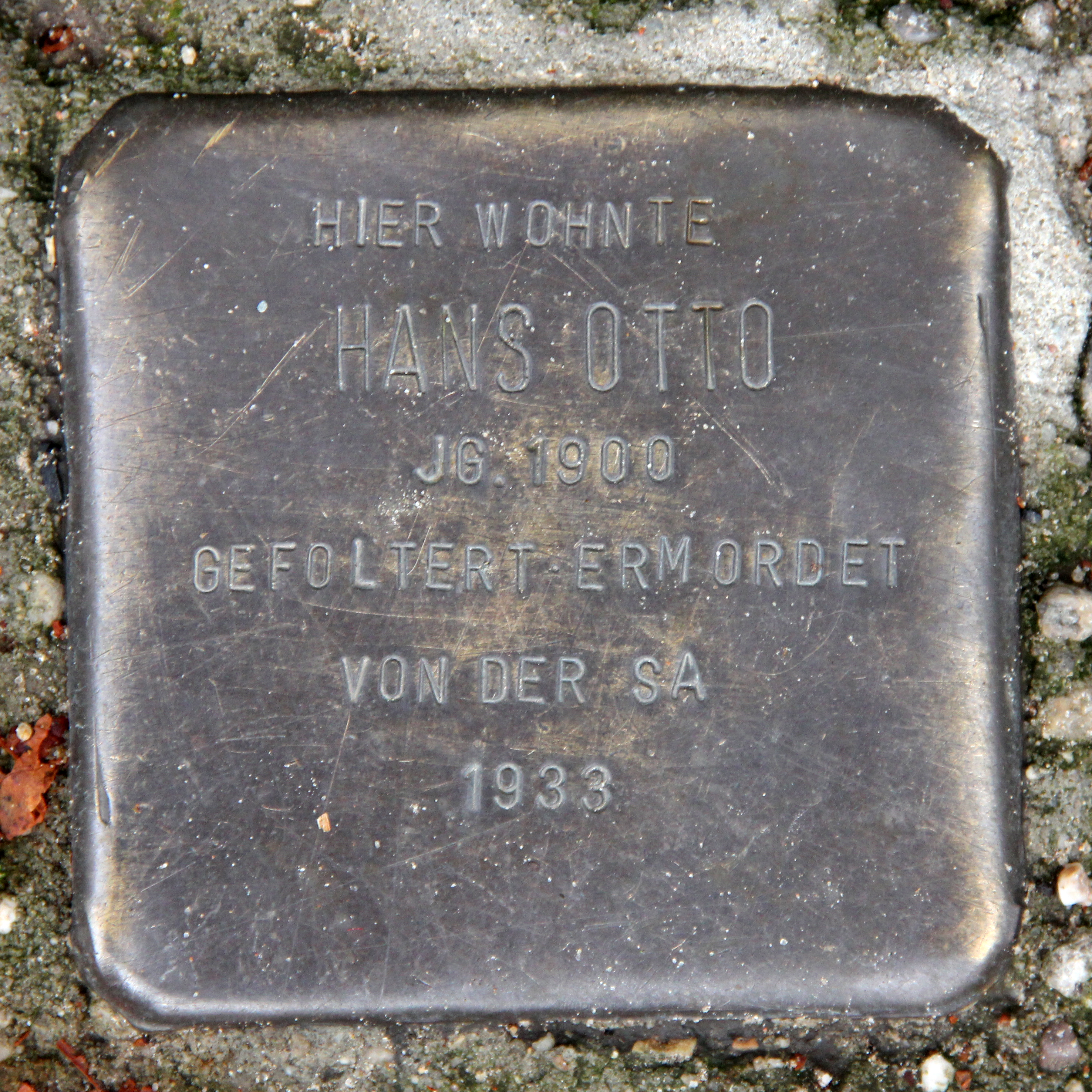
Stolperstein, Hansa-Ufer 5, in Berlin-Moabit

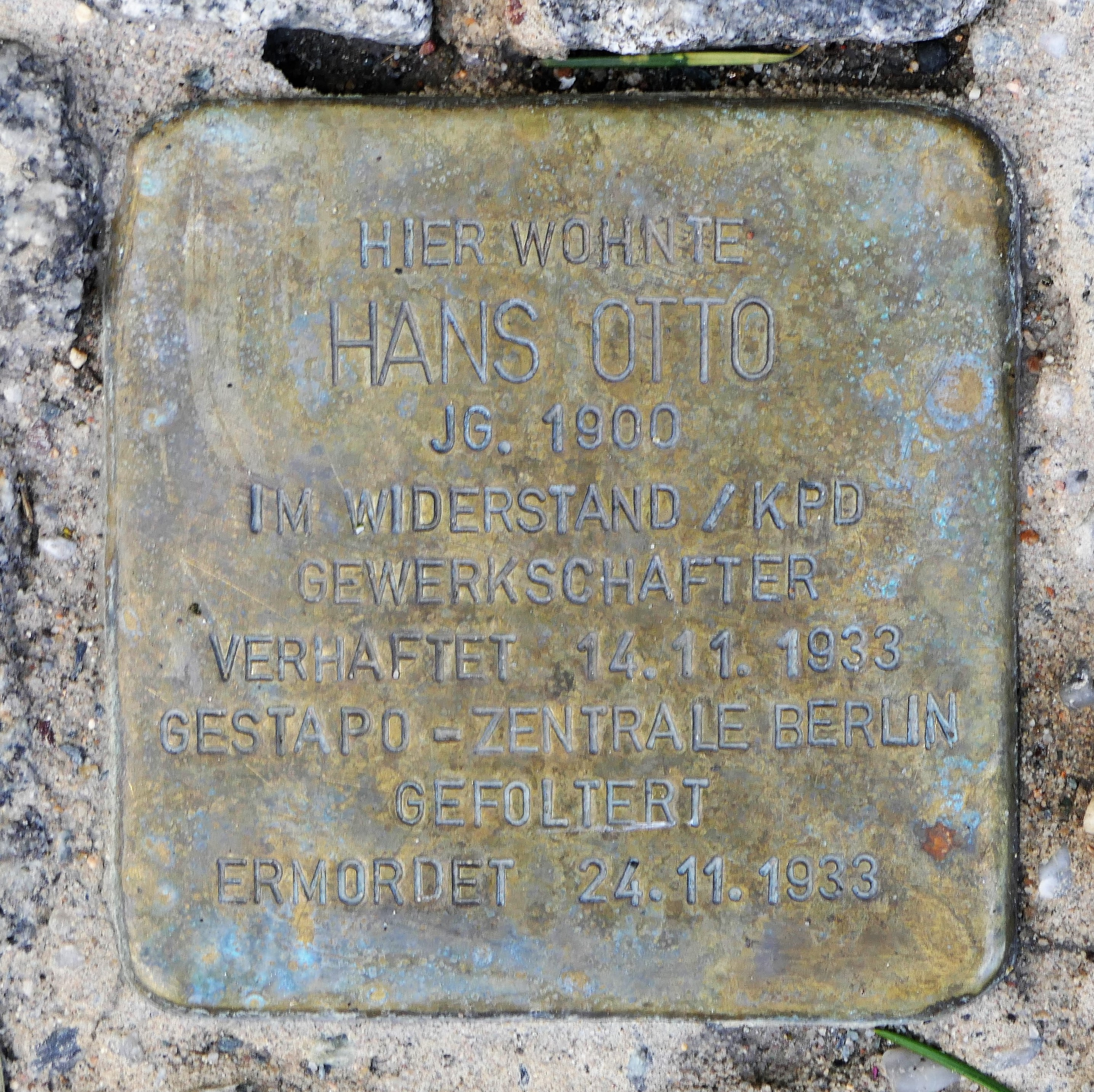
Stolperstein am Geburtshaus in Dresden, Frühlingstraße 12

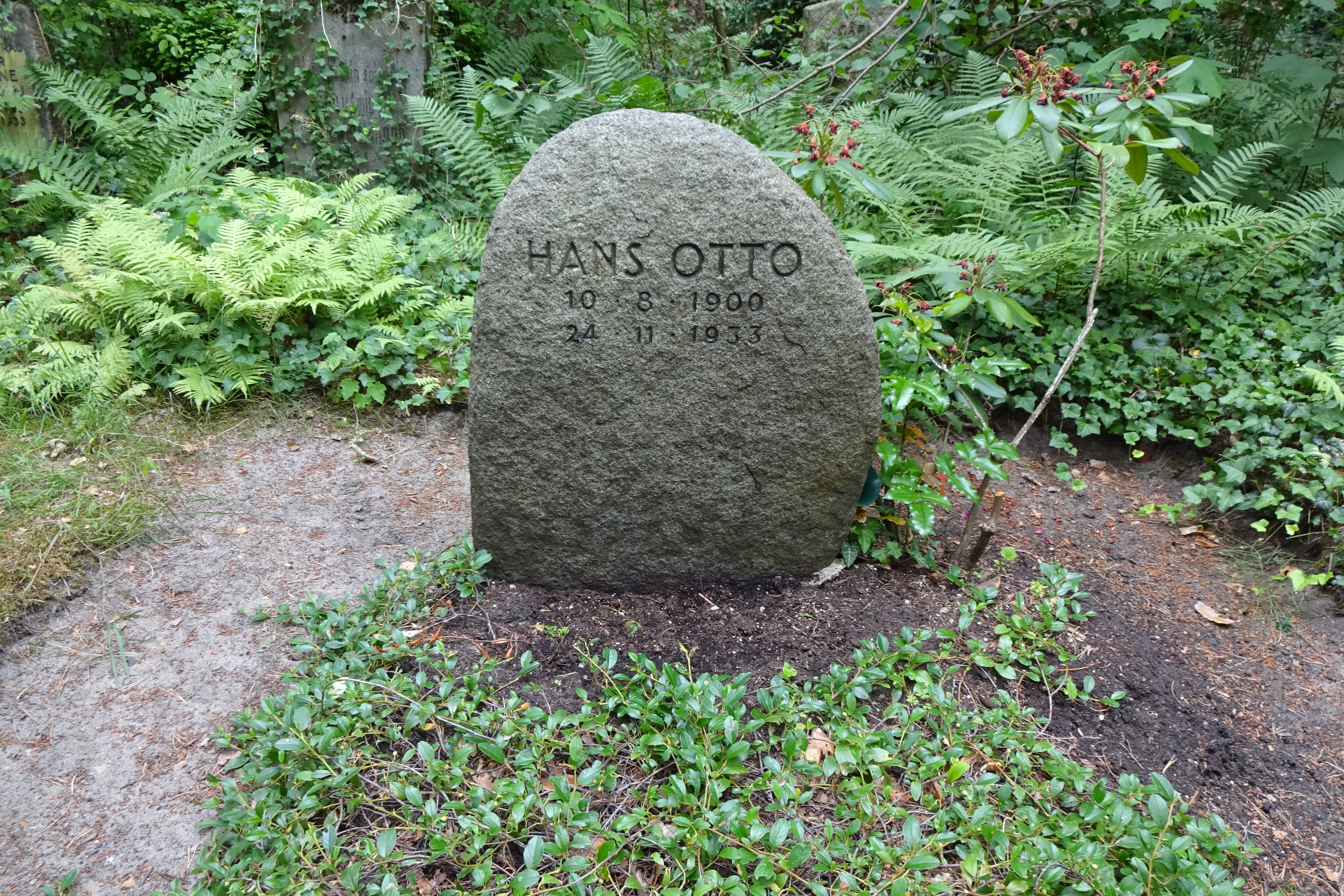
Hans Ottos Grabstein auf dem Wilmersdorfer Waldfriedhof Stahnsdorf

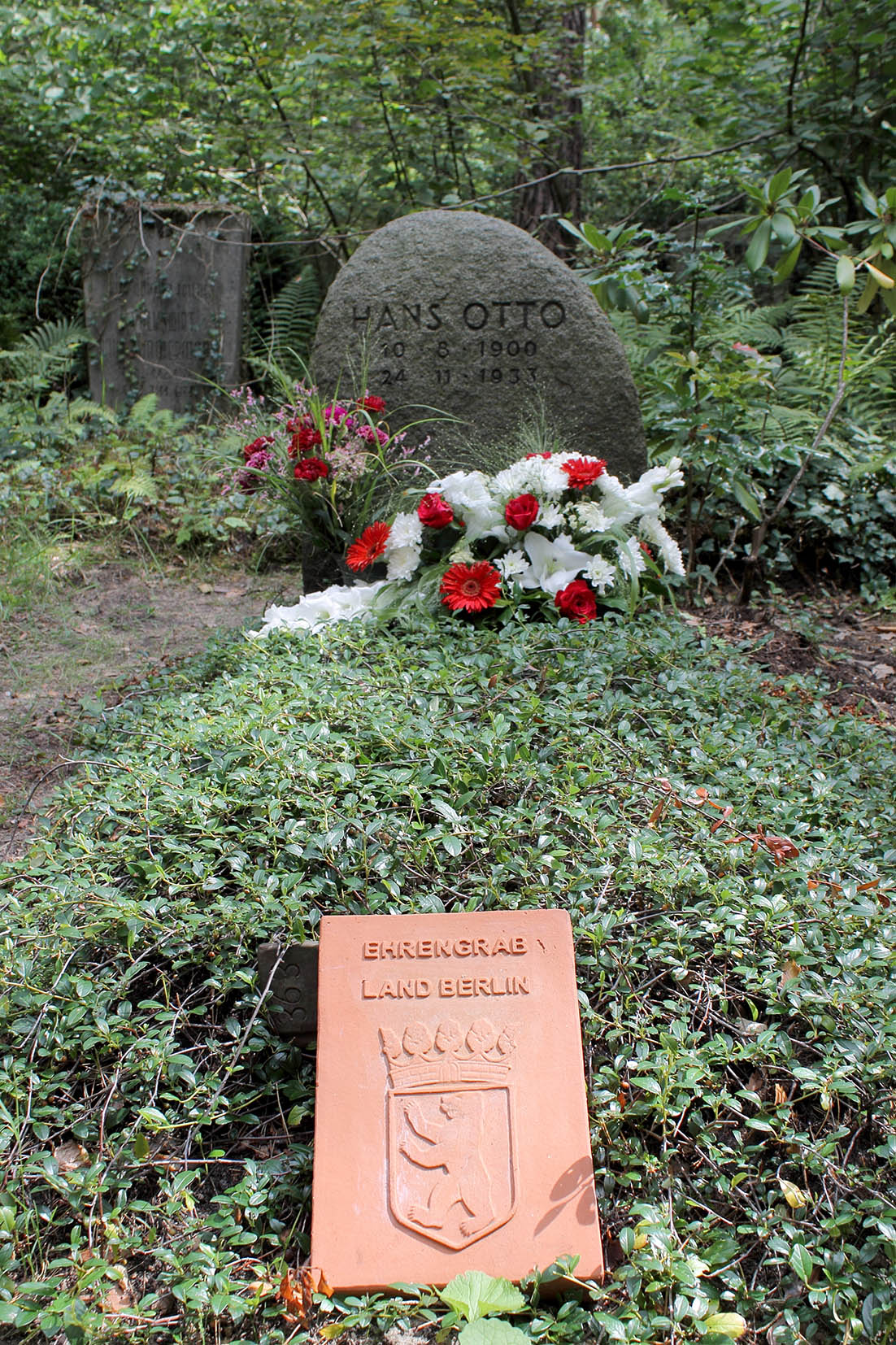
Grabstelle Hans Ottos auf dem Wilmersdorfer Waldfriedhof in Stahnsdorf (bei Berlin).

Hans Otto (* 10. August 1900 in Dresden; † 24. November 1933 in Berlin) war ein deutscher Schauspieler. Als einer der ersten kommunistischen Künstler wurde er von Nationalsozialisten ermordet.

## Leben
In der Schule besuchte Otto dieselbe Klasse wie Erich Kästner. Im Jahr 1921 debütierte er am Künstlertheater Frankfurt am Main unter dem Intendanten Adam Kuckhoff, mit dem er von da an freundschaftlich (und später auch familiär als Stiefvater von Armin-Gerd Kuckhoff) verbunden war. Am 16. Oktober 1922 heiratete Otto die Schauspielerin Marie Kuckhoff (am 10. April 1890 geborene Viehmeyer; Künstlername Mie Paulun), die zuvor mit Adam Kuckhoff verheiratet war.
Im Jahr 1924 trat Otto der Kommunistischen Partei Deutschlands (KPD) bei. Von 1924 bis 1926 wirkte er in Gera unter dem Intendanten Walter Bruno Iltz und von 1926 bis 1929 an den Hamburger Kammerspielen. In Berlin hatte er Engagements am Lessing-Theater, am Deutschen Schauspielhaus und zuletzt im Jahre 1930 am Staatstheater am Gendarmenmarkt. Er galt als eine Idealbesetzung für jugendliche Helden und Liebhaber. So spielte er 1929 in Karl Mays Stück „Winnetou, der rote Gentleman“ den Winnetou am Theater in der Königgrätzer Straße; den Old Shatterhand gab Ludwig Körner.
Die ihm angebotene Mitarbeit im Film Fridericus Rex lehnte er aus politischen Gründen ab. Einer der wenigen Filme, in denen er mitwirkte, ist die UFA-Produktion Das gestohlene Gesicht, ein Kriminalfilm aus dem Jahre 1930, in dem er unter der Regie von Erich Schmidt die Hauptrolle Bill Breithen spielte.
1930 wurde Hans Otto Vorsitzender der Berliner Sektion des Arbeiter-Theater-Bundes und Vertrauensmann der Gewerkschaft der Deutschen Bühnenangehörigen (GDBA). Am Preußischen Staatstheater spielte er in der Premiere von Faust II (21. Januar 1933) zusammen mit Gustaf Gründgens und Werner Krauß.
Im Februar 1933 wurde Otto nach den Vorgaben der NS-Kulturpolitik gekündigt. Gegen seine Entlassung protestierte Bernhard Minetti. Seine letzte Vorstellung gab er am 23. Mai 1933. Bald darauf zog er sich in die illegale politische Tätigkeit zurück. Ein Angebot von Max Reinhardt, nach Wien zu wechseln, nahm Otto nicht an.
Am 14. November 1933 verhaftete die SA das KPD-Mitglied Otto in einem Restaurant am Viktoria-Luise-Platz in Berlin, um ihn in das Lokal Café Komet in Stralau-Rummelsburg zu verschleppen, wo sich weitere Verhaftete befanden. Dort wurde er während eines Verhörs schwer misshandelt. Danach wurde er nach Köpenick transportiert. Dort spendete Otto trotz seiner Wunden Mithäftlingen Trost und Zuspruch. Anschließend wurde er in ein SA-Quartier in die Möllendorffstraße verschleppt, von dort in das Gestapo-Hauptquartier Prinz-Albrecht-Straße und später in die Voßstraße 11, den Sitz der NSDAP-Gauleitung Berlin. Hier stürzte man Otto nach einem Verhör aus dem dritten Stockwerk, wobei ein Suizid vorgetäuscht werden sollte. Am 24. November 1933 starb er im Berliner Polizeikrankenhaus an seinen Verletzungen. Joseph Goebbels verbot die Bekanntgabe seines Todes und die Teilnahme am Begräbnis, bei dem Minetti ungeachtet des Verbotes zugegen war. Gustaf Gründgens bezahlte die Beisetzung.
Nach dem Krieg beschrieb Gerhard Hinze, der mit ihm verhaftet wurde, die letzten Tage der Haft und das Leiden von Hans Otto.
Hans Otto ist auf dem Wilmersdorfer Waldfriedhof Stahnsdorf beerdigt. Das Grab ist seit 14. August 2018 Ehrengrabstelle des Landes Berlin.

## Ehrungen
- Klaus Mann spielte 1936 in seinem Roman Mephisto mit der Figur des Otto Ulrichs auf Hans Otto an.
- Das Potsdamer Schauspielhaus trägt seit 1952 den Namen Hans-Otto-Theater.
- Seit 1967 trug die Theaterhochschule Leipzig den Ehrennamen Hans Otto. Sie wurde 1992 aufgelöst. Heute heißt das Schauspielinstitut der Hochschule für Musik und Theater Leipzig „Hans Otto“.
- In der DDR fand zwischen den Theatern des Landes ein Hans-Otto-Wettbewerb statt, bei dem der Hans-Otto-Preis in Form einer Porträtbüste als Wanderpreis verliehen wurde. Der Hans-Otto-Preis wird seit dem Jahr 2000 vom Förderkreis des Kulturvereins „Kleine Freiheit“ Dresden wieder verliehen.
- Die Hans-Otto-Medaille war eine Auszeichnung der DDR im Theaterbereich, beispielsweise 1978 an den Volkschor Fambach, 1985 an Elisabeth Bergner
- Mehrere Straßen in Deutschland, darunter in Leipzig und Berlin, tragen den Namen Hans-Otto-Straße.
- Vor Hans Ottos ehemaligem Wohnhaus in Berlin-Moabit, Hansa-Ufer 5, und vor seinem Geburtshaus in Dresden, Frühlingstraße 12, sind Stolpersteine für ihn verlegt.

## Darstellung Ottos in der bildenden Kunst der DDR
- Peter Kern: Hans Otto (Porträtplastik, Bronze, 1989; im Foyer des Hans-Otto-Theaters)
- Paul Michaelis: Hans Otto (Öl, 100 × 82,5 cm)[6]